# Андрухів Надія Михайлівна
Андру́хів Наді́я Миха́йлівна — капітан МВС України.
14 липня 2015-го близько 9-ї ранку біля дверей дільничного пункту у Львові пролунав вибух — тоді, коли дільничний Шевченківського райвідділу міліції відчиняв двері. Приблизно через годину стався вибух на вулиці Юрія Липи, постраждала капітан міліції Надія Андрухів — їй відірвало ліву ступню, хірурги змушено ампутували ногу по коліно, видалили посічені осколками нирку, частину кишки, селезінку.
Мама малолітньої дитини, виховує сама.
Довгий час лікувалася в Ізраїлі за благодійні кошти та кошти держави Ізраїль, в листопаді 2015-го повернулася додому.

## Нагороди
За самовідданість і високий професіоналізм, виявлені виконання службових обов'язків, відзначена — нагороджена
- орденом княгині Ольги III ступеня (15.7.2015)